# نوئل هانت
نوئل هانت (انگلیسی: Noel Hunt؛ زادهٔ ۲۶ دسامبر ۱۹۸۲) بازیکن فوتبال اهل جمهوری ایرلند است.
از باشگاه‌هایی که در آن بازی کرده‌است می‌توان به باشگاه فوتبال ویگان اتلتیک، باشگاه فوتبال داندی یونایتد، باشگاه فوتبال شامروک روورز، باشگاه فوتبال ردینگ، باشگاه فوتبال ایپسویچ تاون، باشگاه فوتبال ساوتند یونایتد، باشگاه فوتبال لیدز یونایتد، و باشگاه فوتبال دانفرملین اتلتیک اشاره کرد.
وی همچنین در تیم‌های ملی فوتبال زیر ۲۱ سال جمهوری ایرلند، Republic of Ireland national football B team، و جمهوری ایرلند بازی کرده‌است.